# Heinkel He 45
Heinkel He 45  − dwumiejscowy niemiecki samolot rozpoznawczo-bombowy. Okres jego służby przypadał przede wszystkim na okres wojny domowej w Hiszpanii, choć wykorzystywany był jeszcze w 1942 roku do walk na froncie wschodnim.

## Historia
Zaprojektowany w 1930 roku przez Ernsta Heinkla jako lekki samolot bombowy na zamówienie Ministerstwa Obrony Rzeszy. Prototyp został oblatany pod koniec 1931 roku. Po serii prób w locie, w 1933 roku rozpoczęto produkcję samolotu na potrzeby powstającej Luftwaffe. Jeden samolot w eksportowej wersji HD 61a był proponowany dla lotnictwa Republiki Chińskiej, lecz rozbił się podczas lotu demonstracyjnego 22 sierpnia 1931.
Na początku 1936 roku He 45 był najliczniejszym typem samolotu używanym w Luftwaffe. Był na wyposażeniu eskadr rozpoznawczych dalekiego zasięgu oraz szkół lotniczych, gdzie używano go do treningu pilotów, strzelców pokładowych i obserwatorów. Produkcja samolotu zakończyła się w 1936 roku. Ogółem wyprodukowano 512 egzemplarzy, poza macierzystą wytwórnią także w zakładach Bayerische Flugzeugwerke, Gotha i Focke-Wulf Flugzeugbau GmbH.
W listopadzie 1936 roku samoloty He 45 weszły na wyposażenie Legionu Condor. Od marca 1937 roku rozpoczęto ich przekazywanie lotnictwu nacjonalistów hiszpańskich. Wzięły one udział w walkach z wojskami republikańskimi. Także rząd bułgarski zamówił 12 maszyn, które służyły początkowo jako rozpoznawczo-bombowe, a po zastąpieniu ich przez nowsze Letov S-328 zostały przekazane do szkoły nawigatorów. 6 samolotów He 45 używało także lotnictwo węgierskie.
W chwili rozpoczęcia II wojny światowej Luftwaffe miała w pierwszej linii tylko nieliczne He 45. Pozostałe były wykorzystywane do szkolenia, a od 1942 roku także jako nocne bombowce na wzór radzieckich Po-2.

## Opis konstrukcji
Samolot Heinkel He 45 był dwumiejscowym dwupłatem konstrukcji mieszanej ze stałym podwoziem. Uzbrojenie stanowił jeden stały karabin maszynowy kal. 7,92 mm strzelający przez krąg śmigła i jeden ruchomy karabin tego kalibru w kabinie obserwatora oraz do 300 kg bomb na zaczepach pod kadłubem.